# Movileni, Glodeni
Movileni este un sat din cadrul comunei Cuhnești din raionul Glodeni, Republica Moldova.

## Demografie
Conform recensământului populației din 2004, satul Movileni avea 969 de locuitori: 949 de moldoveni/români, 9 ucraineni, 5 ruși și 6 persoane cu etnie nedeclarată.